# Deligrad
Deligrad (cyr. Делиград) – wieś w Serbii, w okręgu niszawskim, w gminie Aleksinac. W 2011 roku liczyła 161 mieszkańców.